# Релігійна нетерпимість

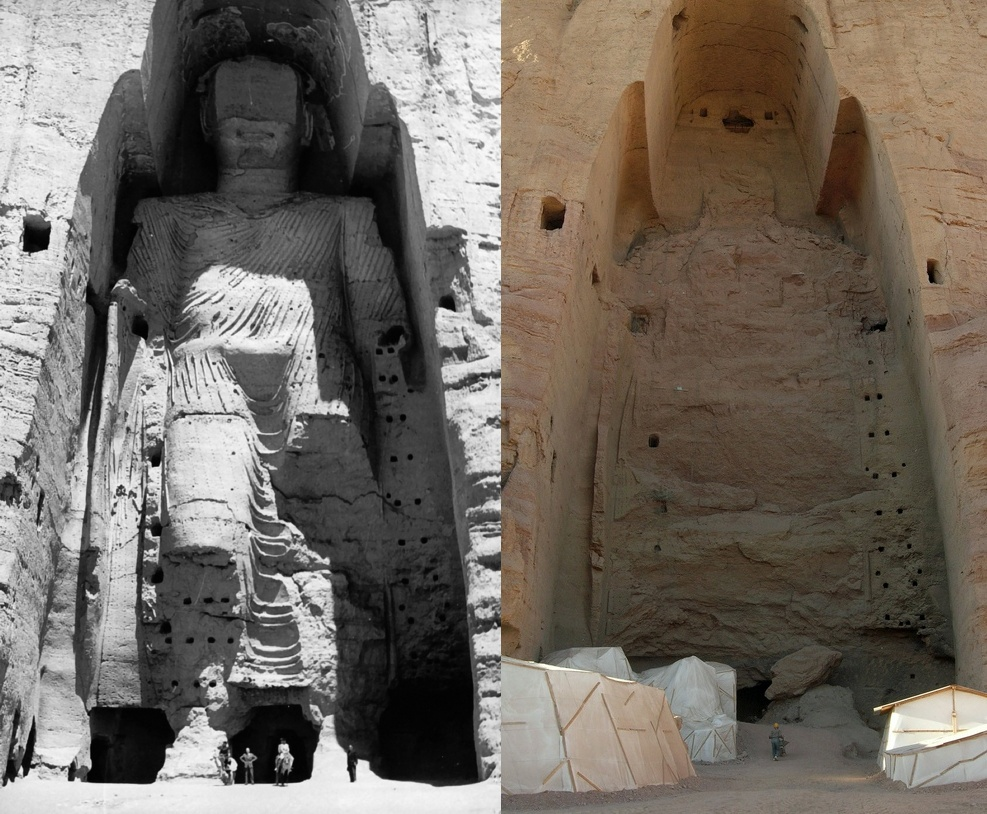
Релігійна нетерпимість

Релігійна нетерпимість — це нетерпимість, мотивована чиїмись особистими релігійними переконаннями чи практикою, або ж особистою нетерпимістю до інших релігійних вірувань чи практик як таких. Вона проявляється як на культурному рівні, так і як частина догми певних атеїстичних, релігійних та секулярних груп.
Просте твердження від імені релігії, що її власна система вірувань та практики є правильними, а будь-які інші вірування, що суперечать їй, є неправильними, не являє собою релігійну нетерпимість. В історії було багато випадків, коли основні релігії терпимо ставились до інших практик. Релігійна нетерпимість — це коли група (суспільство, секулярна, атеїстична та/або релігійна група) відмовляється терпимо ставитись до практик, особистостей чи вірувань на релігійній основі.
Релігійна нетерпимість може слугувати прикриттям для прихованих, та часто секулярних чи атеїстичних політичних чи соціальних мотивів.

## Сучасне становище та практика
В багатьох країнах світу існують закони в рамках конституцій цих країн, що явно забороняють державі брати участь в певних актах релігійної нетерпимості чи певних перевагах в межах кордонів даної країни. Наприклад, перша поправка до конституції Сполучених Штатів, 4-та стаття основного закону Німеччини, стаття 44.2.1 конституції Ірландії, 40-ва стаття конституції Естонії, 24-та стаття конституції Туреччини та 36-та стаття конституції КНР. Незважаючи на те, що в конституціях багатьох інших країн відсутні положення, які прямо стосуються релігії, в них є положення, які забороняють дискримінацію за релігійною ознакою (наприклад, 1-ша стаття конституції Франції, 15-та стаття Хартії про права та свободи Канади та 40-ва стаття Конституції Єгипту). Слід відмітити, що такі конституційні положення не обов'язково гарантують, що релігійна нетерпимість буде відсутня у всіх елементах держави у всі часи, та практика може широко відрізнятись від країни до країни.
Однак в деяких інших країнах можуть існувати релігійні переваги, викликані, наприклад, визнанням однієї чи кількох релігій державними. У Фінляндії, наприклад, державними релігіями є Фінська євангельсько-лютеранська церква та Фінляндська Православна Церква, хоча право вільного віросповідання захищено 11-ю статтею Конституції Фінляндії.
В деяких країнах існують закони про богохульство, що забороняють дифамацію релігійної віри, які деколи можуть бути способом виправдати релігійну нетерпимість. У той час як в деяких країнах існують закони, що забороняють будь-які форми богохульства (як в Німеччині, де в 2006 Манфред ван Х. був засуджений за богохульство відносно ісламу), зв'язок між релігійною нетерпимістю та законами про богохульство є більш тісним, якщо такі закони застосовуються тільки до одної релігії. Наприклад, у Великій Британії богохульні заяви порушують закон тільки якщо вони направлені на адресу Англіканської церкви, однак з 1922 року нікого за це не було засуджено (див. Закон про богохульство у Великій Британії). В Пакистані богохульство щодо догматів Корану карається або довічним ув'язненням, або ж смертю. Апостасія (зречення своєї попередньої релігії) також є кримінальним злочином у ряді країн, особливо суворо карається в Малайзії, де Абдул Рахман вперше ввів смертну кару за перехід мусульман в християнство.
ООН захищає право на свободу віросповідання в 18-й статті Загальної декларації прав людини, а у 2-й статті забороняє дискримінацію на релігійній основі. В 18-й статті також зазначається, що існує право поміняти релігію. Ця декларація юридично не є обов'язковою до виконання, але 1998 року США прийняли Міжнародний акт релігійної свободи, створивши Міжнародну комісію релігійної свободи та наказавши уряду США вживати заходів проти будь-якої країни, викритої в порушенні релігійних свобод, описаних у Загальній декларації прав людини. Конвенція про захист прав людини і основоположних свобод, яка юридично пов'язана з усіма державами Європейського союзу (слідуючи шляхом Акту про права людини 1998 р. прийнятому у Великій Британії), в 9-й статті оголошується поза законом обмеження прав людини в практикуванні чи зміні своєї релігії, а в 14-й статті оголошує поза законом дискримінацію на релігійній основі.
В річному звіті про міжнародне становище відносно релігійних свобод за 2000 рік Державний департамент США відмітив Китай, М'янму, Іран, Ірак та Судан як країни, в яких переслідують людей за їх релігійні погляди та практику. У звіті, який охоплює період з червня 1999 по липень 2000, описується політика США у відношенні країн, в яких проходить порушення права на свободу віросповідання з точки зору Державного департаменту США. Адвокаційна група «Freedom House» 2000 року представила звіт «Релігійна свобода у світі», в якому країни класифіковано за ступенем релігійної свободи у них. Країнами, які отримали 7 балів (найменший рівень терпимості до інших релігій в цих країнах), були Туркменістан, Іран, Саудівська Аравія, Судан, М'янма та Північна Корея. Китай отримав 6 балів, хоча Тибет був окремо включений в категорію 7. Країнами, які отримали 1 бал, що означає найвищий рівень релігійної терпимості, були Естонія, Фінляндія, Ірландія, Нідерланди, Норвегія та США.
В тих країнах, які відкрито підтримують релігійну терпимість, існують дебати відносно меж толерантності. Деякі індивідууми та групи, наприклад, підтримують вірування чи практики, які призводять до дій, що порушують закон, такі як вживання марихуани послідовникам растафаріанства, релігійне використання орлиного пір'я деякими американцями (що порушує 50 CFR 22 — Закон орлиного пера) чи практикування полігамії серед мормонів в XIX столітті. Тлумачення понять «релігія» та «релігійна група» також може призвести до певних суперечностей. Спроби приймати закони проти дій, що відносяться до релігійної нетерпимості часто суперечать свободі слова. У Франції за розпал релігійної ненависті можуть засудити на термін до 18 місяців тюремного ув'язнення. Спроби лейбористської партії Тоні Блера прийняти аналогічний закон у Великій Британії були залишені у квітні 2006 після того, як цей закон критикували за порушення свободи слова. В австралійському штаті Вікторія у відповідності до Закону про расову та релігійну терпимість порушенням закону є поведінка, яка розпалює ворожнечу, зневагу, відразу чи різке висміювання інших людей або груп на ґрунті релігійних вірувань.